# Platì
Platì (Griechisch: Πλατύ) ist eine Gemeinde der Metropolitanstadt Reggio Calabria in der Region Kalabrien in Italien.

## Lage und Daten
In Platì wohnen 3747 Einwohner (Stand 31. Dezember 2023). Das Dorf liegt am Fuße des Gebirges Aspromonte.
Die Nachbargemeinden sind Ardore, Benestare, Careri, Ciminà, Oppido Mamertina, Santa Cristina d’Aspromonte und Varapodio. Zur Gemeinde gehört der Ort Cirella.

## Mafia
Das Dorf gilt als Hochburg der ’Ndrangheta. Hier soll es unterirdische Gänge und Kammern mit getarnten oder versteckten Türen geben, welche den Mitgliedern der Verbrecherorganisation ein Verschwinden bei Gefahr ermöglichen. Trotzdem versucht der italienische Staat immer wieder, Herr der Lage zu werden. Beispielsweise stürmten am 13. November 2003 insgesamt über 1000 Carabinieri nachts das Dorf, wobei 131 Verdächtige festgenommen wurden.